# Seseli petraeum
Seseli petraeum là một loài thực vật có hoa trong họ Hoa tán. Loài này được Bieberd. miêu tả khoa học đầu tiên.